# 538 f.Kr.
| 538 f.Kr.          |
| ------------------ |
| Dødsfald - Fødsler |

Se også 538 (tal)

## Begivenheder
- Persien grundlægger, Kyros 2., erklærer at alle jøder, som blev deporteret til Babylon under Nebukadnesar II, skal frigives, hvilket bliver afslutningen på Israels fangenskab i Babylon.